# Mississippien
| Systeem                                                              | Subsysteem (NW-Europa) | Etage (NW-Europa) | Serie (ICS)   | Etage (ICS) | Ouderdom (Ma) |
| -------------------------------------------------------------------- | ---------------------- | ----------------- | ------------- | ----------- | ------------- |
| Perm                                                                 | Rotliegend             | Autunien          | Cisuralien    | Asselien    | jonger        |
| Carboon                                                              | Silesien               | Stephanien        | Pennsylvanien | Gzhelien    | 298,9–303,7   |
| Carboon                                                              | Silesien               | Westfalien        | Pennsylvanien | Kasimovien  | 303,7–307,0   |
| Carboon                                                              | Silesien               | Westfalien        | Pennsylvanien | Moscovien   | 307,0–315,2   |
| Carboon                                                              | Silesien               | Westfalien        | Pennsylvanien | Bashkirien  | 315,2–323,2   |
| Carboon                                                              | Silesien               | Namurien          | Pennsylvanien | Bashkirien  | 315,2–323,2   |
| Carboon                                                              | Silesien               | Mississippien     | Serpukhovien  | 323,2–330,9 |               |
| Carboon                                                              | Dinantien              | Mississippien     | Viséen        | Viséen      | 330,9–346,7   |
| Carboon                                                              | Dinantien              | Mississippien     | Tournaisien   | Tournaisien | 346,7–358,9   |
| Devoon                                                               | Boven                  | Famennien         | Boven         | Famennien   | ouder         |
| Indeling van het Carboon gebruikt in Noord-Europa en volgens de ICS. |                        |                   |               |             |               |

Het Mississippien (Vlaams: Mississippiaan, Engels: Mississippian) is in de geologische tijdschaal van de ICS een tijdvak van de periode Carboon (of een serie in het systeem Carboon). Het Mississippian duurde van ongeveer 359 tot 323 Ma.
In Noord-Amerika werd het Carboon vroeger gezien als twee periodes, Mississippian en Pennsylvanian, zodat het Mississippian in de Noord-Amerikaanse tijdschalen dus een eigen periode was. Behalve wanneer men het heeft over de Noord-Amerikaanse geologie werd en wordt de naam echter niet of nauwelijks gebruikt. In Europa spreekt men meestal van "Vroeg-Carboon". Het Mississippian bevat de vroegste drie etages van het Carboon: het Tournaisien, het Viséen en het Serpukhovien. De in de Europese geologie gebruikte subperiode Dinantien bevat slechts de onderste twee van deze drie etages.
Het Mississippian is genoemd naar de rivier de Mississippi omdat gesteenten van deze ouderdom in de Mississippivallei dagzomen. In Noord-Amerika zijn gesteenten van deze ouderdom voornamelijk mariene kalkstenen, omdat het continent in het Carboon bedekt was met ondiepe epicontinentale zeeën.
Aan de tweedeling in de Noord-Amerikaanse stratigrafie van het Carboon ligt een discordantie ten grondslag, die veroorzaakt werd door de Alleghenische orogenese, waarbij de Appalachen ontstonden en de sedimenten uit het Vroeg-Carboon werden scheefgesteld. In het Laat-Carboon werden hier jongere gesteenten discordant overheen afgezet. Deze discordantie is in Europa niet te herkennen, daar vormt het Carboon een continu, concordant pakket.